# Oststadt (Karlsruhe)

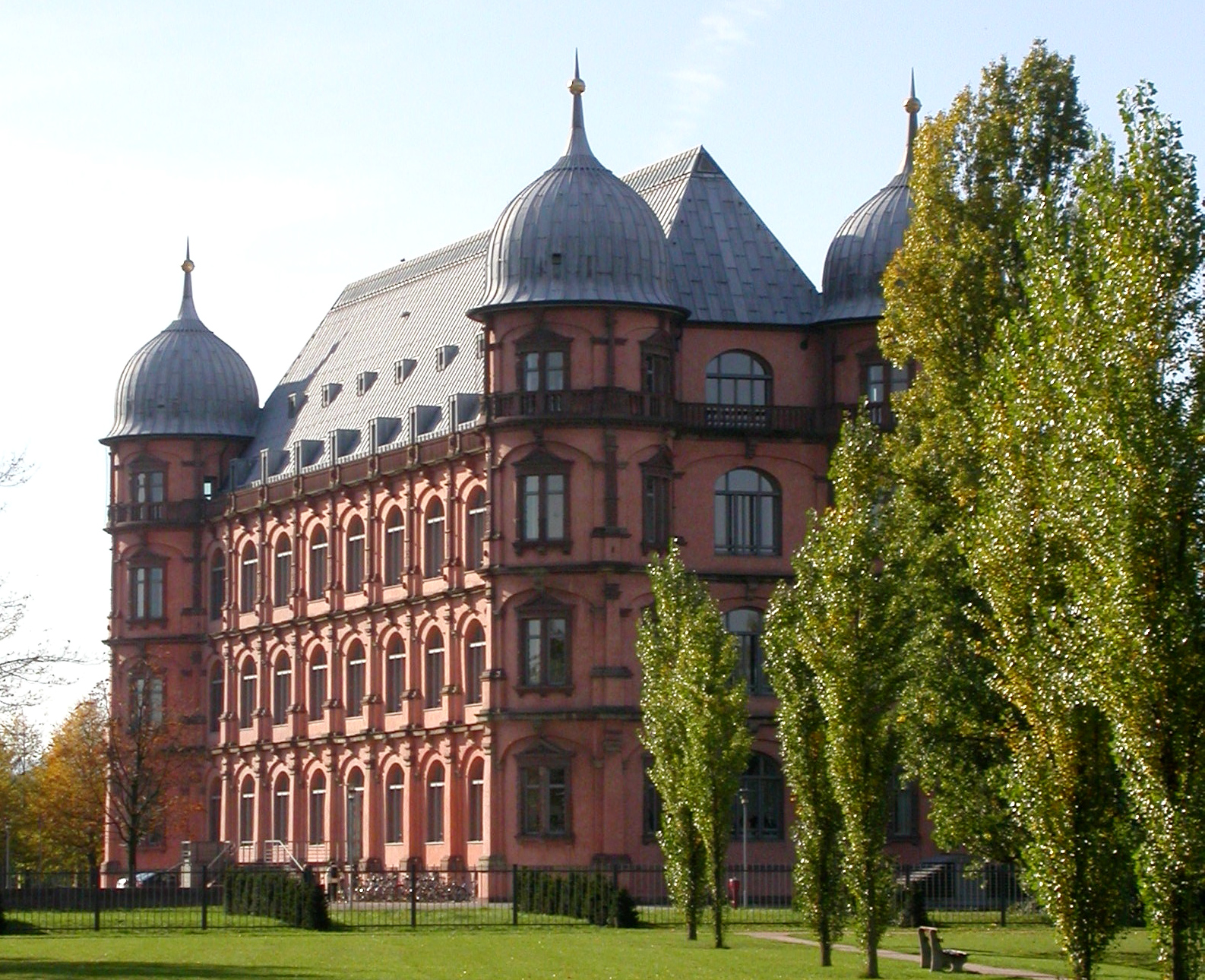
Zamek Gottesaue

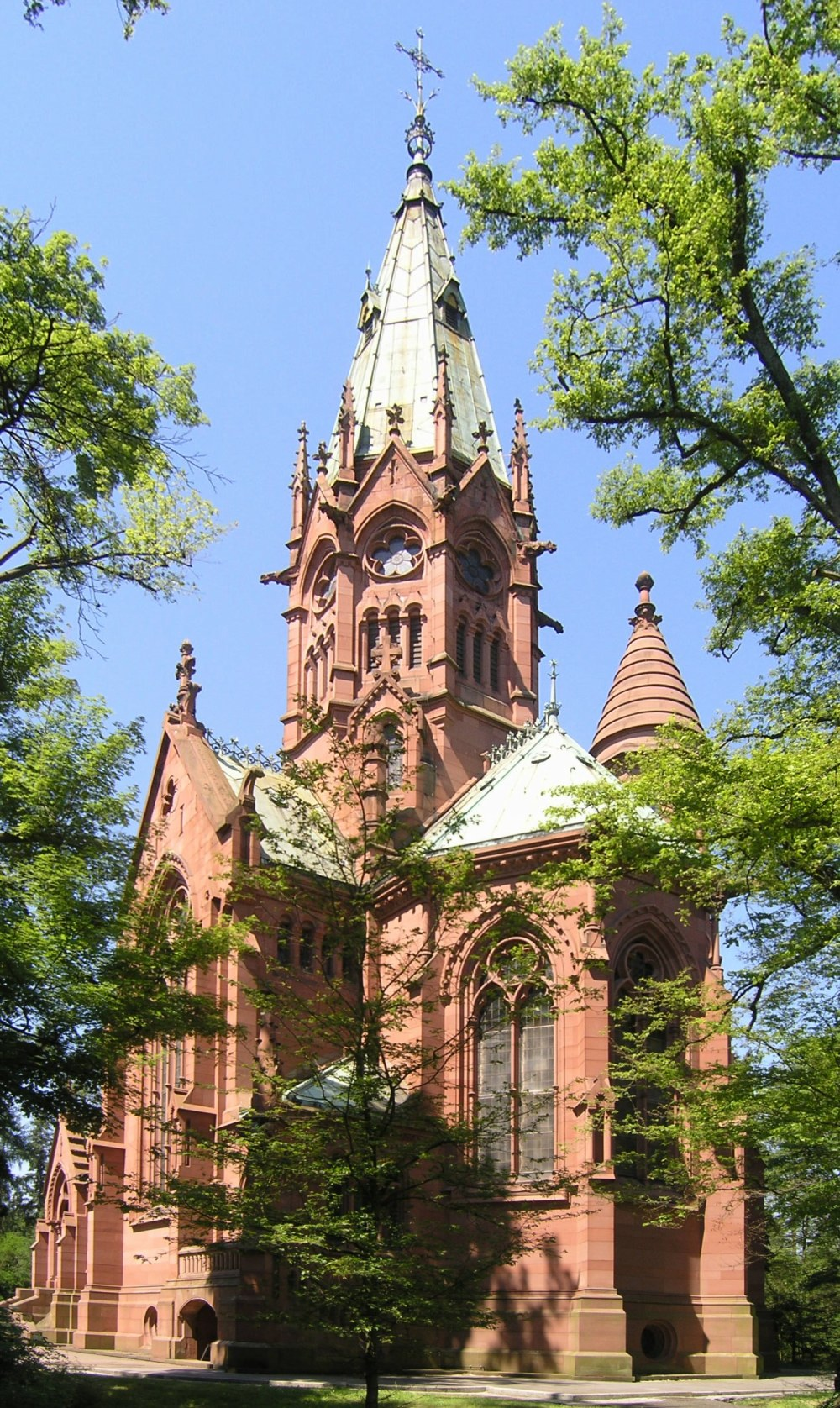
Wielkoksiążęca kaplica grobowa

Oststadt (pol. Miasto Wschodnie) – część miasta (Stadtteil) Karlsruhe w Niemczech, w kraju związkowym Badenia-Wirtembergia w rejencji Karlsruhe, regionie Mittlerer Oberrhein. Dzielnica graniczy od wschodu ze śródmieściem. W 2008 dzielnica liczyła 17 594 mieszkańców.

## Historia
Tereny obecnej dzielnicy należały wcześniej do benedyktyńskiego klasztoru Gottesaue, powstałego w 1094. W XVI wieku dobra klasztorne uległy sekularyzacji dokonanej przez protestanckich władców Badenii-Durlach, a klasztor przekształcono w 1553 w pałac, od 1824 służący za koszary artylerii. Tereny dzielnicy włączono do miasta w ostatnich dziesięcioleciach XIX wieku, wytyczając wachlarzowaty plan uliczny rozpięty między dwiema głównymi ulicami: Durlacher Allee i Karl-Wilhelm-Straße (nazwanej na cześć założyciela Karlsruhe Karola III).

## Zabytki
Na rozstaju dróg przed Durlacher Tor, nazwanym Bernhardusplatz, powstał w latach 1895–1901 według Maksa Meckela neogotycki katolicki kościół św. Bernarda (St. Bernhard), dalej na wschód przy Durlacher Allee w latach 1905–1907 secesyjny ewangelicki kościół im. Lutra (Lutherkirche) projektu Robert Curjela i Karla Mosera. Działkę po przeciwnej stronie drogi zajmowała w latach 1877–1901 zajezdnia tramwajowa, przeniesiona następnie o ok. 500 m na wschód, w okolice powstałej w 1887 r. rzeźni miejskiej. Mieszkalna zabudowa dzielnicy posiada formy historyzujące i z reguły cztery kondygnacje.
Na terenie dzielnicy Oststadt znajduje się główny cmentarz Karlsruhe (Hauptfriedhof), założony w 1873 jako pierwszy w Niemczech cmentarz o formach założenia parkowego i jeden z pierwszych cmentarzy komunalnych. Wzdłuż jego muru znajdują się ponadto dwa niewielkie cmentarze żydowskie. Poprzedni główny cmentarz Karlsruhe, używany w latach 1781–1882 cmentarz ewangelicki znajdował się również na terenie obecnego Oststadt, przy ulicy Kapellenstraße – obecnie w jego miejscu znajduje się park, zachowano jedynie katakumby i kilka nagrobków wybitnych osobistości. W północnej części dzielnicy, we wschodniej części Fasanengarten znajduje się neogotycka kaplica grobowa wielkoksiążęcej dynastii Zähringen, zbudowana w latach 1889–1896 według planów Friedricha Hembergera.
W północno-zachodniej części dzielnicy znajdują się zabudowania wydziałów uniwersytetu (m.in. informatyki i chemii), w sąsiedztwie zaś liczne domy studenckie i siedziby corpsów. Oststadt stanowi ponadto siedzibę Wyższej Szkoły Muzycznej (w pałacu Gottesaue) oraz Federalnego Urzędu Badawczego do spraw Żywienia i Artykułów Spożywczych (Bundesforschungsanstalt für Ernährung und Lebensmittel).